# Petit Anjou
Le Petit Anjou était un réseau de chemin de fer secondaire à voie métrique, situé dans les départements de la Loire-Atlantique (anciennement Loire-Inférieure) et du Maine-et-Loire, mis en service de 1893 à 1910 et fermé en 1948. Il a d'abord été exploité par la Compagnie des Chemins de fer de l'Anjou puis, à partir de 1928, par la Société générale des chemins de fer économiques (SE).

## Histoire

### Origines et développement

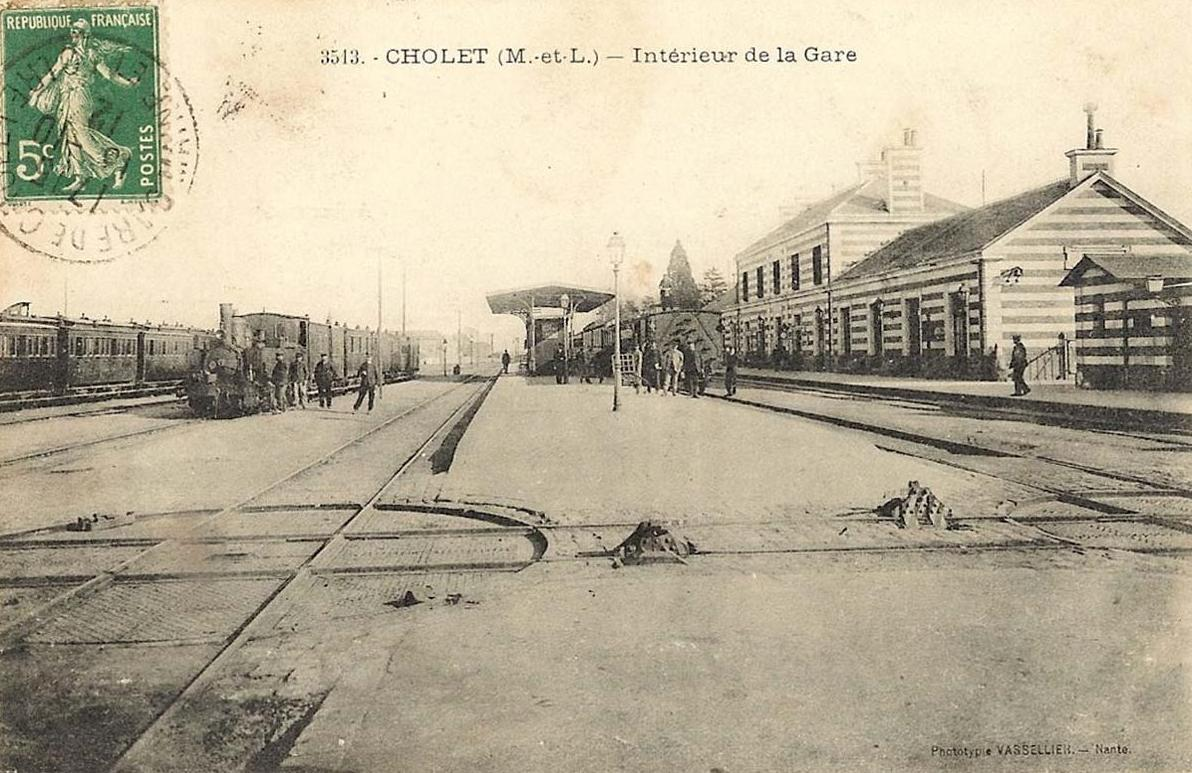
Intérieur de la gare de Cholet, commune avec la compagnie d'Orléans vers 1906.

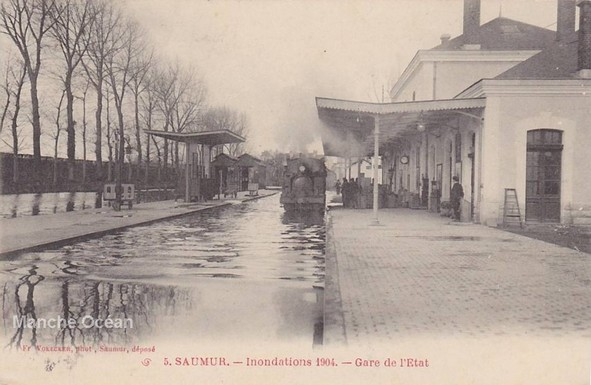
Un train en gare de Saumur-Rive-Gauche, lors d'une crue.

Le 9 août 1894, est déclaré d'utilité publique, dans les départements de la Loire-Inférieure et de Maine-et-Loire, un chemin de fer d'intérêt local à voie métrique, de Nantes à Cholet, avec embranchement de Beaupréau à Chalonnes-sur-Loire.
La "Compagnie des chemins de fer d'intérêt local de l'Anjou", société anonyme au capital de 1 200 000 francs, dont le siège est à Angers, 4, rue Saint-Léonard, est créée pour exploiter le réseau. M. Faugère, est président du conseil d'administration de cette société.

### De 1918 à 1939
Après la Première Guerre mondiale, le réseau subit la concurrence routière, celle-ci augmentant avec l'amélioration des routes et de l'évolution de la technique. Le Petit Anjou reste exploité avec des trains à vapeur mixtes assurant le service des voyageurs et des marchandises.
Après avoir assuré en 1924 sur une des lignes du réseau un service rapide au moyen d'une automotrice De Dion-Bouton JM1 tout en maintenant les trains mixtes, la décision est prise en 1929 de séparer le trafic des marchandises et celui des voyageurs en utilisant des trains à vapeur plus légers et des automotrices De Dion-Bouton JM.

### La fermeture du réseau
Les premières fermetures de lignes aux services des voyageurs interviennent entre 1935 et 1937 entre Cholet et Saumur, Angers et Candé, Baugé et Noyant. Le trafic reprend au début la guerre.
En 1947, la plupart des lignes sont définitivement fermées à l'exception de celle d'Angers à Baugé exploitée jusqu'en 1948.
Le matériel est ensuite détruit à l'exception des automotrices Brissonneau et Lotz revendues à la compagnie des  chemins de fer du Doubs et des remorques aux départements de la Nièvre et de l'Allier.
Seule subsiste alors une portion de la ligne de Candé longue de 20 km, entre Angers et Bécon-les-Granits, exploitée à titre d'embranchement industriel pour la desserte des carrières, le transport de pavés et de bordures de trottoir. Le trafic cesse définitivement le 22 février 1955.

## Lignes
Ce réseau était composé des lignes suivantes :
1. Ligne d'Angers à Noyant - Méon (66 km), la première ligne ouverte en 1893.
|  | LSTR |

|  | STR | uexLSTR |

|  | XBHF-L | uexXBHF-R |

| uexSTR+l | emKRZu | uexSTRr |

| uexBHF | STR |  |

| uexSTR | BHF |  |

|  | uexSTR | ABZgl | eABZq+r | LSTRq |

| exLSTRq | uexmKRZu | eKRZu | exSTRr |  |

|  | uexSTR | eABZgl | exLSTRq |  |

| uexBHF | STR |  |

| uexHST | STR |  |

| uexBHF | BHF |  |

| LSTRq | uxmKRZu | STRr |  |  |

| uexSTRl | uexSTR+r |  |

| uexBHF |

| uexBHF |

| uexHST |

| uexBHF |

| uexBHF |

| uexBHF |

| uexBHF |

| WASSERq | uexWBRÜCKE1 | WASSERq |

| uexHST |

| uexBHF |

| uexHST |

| uexBHF |

| uexBHF |

| uexBHF |

| exLSTRq | uexmKRZu | exSTR+r |

|  | uexXBHF-L | exXBHF-R |

|  | uexSTR | exLSTRl |

| uexBHF |

| uexHST |

| uexHST |

| uexBHF |

| uexHST |

| exLSTR | uexSTR |  |

| exXBHF-L | uexKXBHFe-R |  |

| exLSTR |

|  | LSTR |

|  | STR | uexLSTR |

|  | XBHF-L | uexXBHF-R |

| uexSTR+l | emKRZu | uexSTRr |

| uexBHF | STR |  |

| uexSTR | BHF |  |

|  | uexSTR | ABZgl | eABZq+r | LSTRq |

| exLSTRq | uexmKRZu | eKRZu | exSTRr |  |

|  | uexSTR | eABZgl | exLSTRq |  |

| uexBHF | STR |  |

| uexHST | STR |  |

| uexBHF | BHF |  |

| LSTRq | uxmKRZu | STRr |  |  |

| uexSTRl | uexSTR+r |  |

| uexBHF |

| uexBHF |

| uexHST |

| uexBHF |

| uexBHF |

| uexBHF |

| uexBHF |

| WASSERq | uexWBRÜCKE1 | WASSERq |

| uexHST |

| uexBHF |

| uexHST |

| uexBHF |

| uexBHF |

| uexBHF |

| exLSTRq | uexmKRZu | exSTR+r |

|  | uexXBHF-L | exXBHF-R |

|  | uexSTR | exLSTRl |

| uexBHF |

| uexHST |

| uexHST |

| uexBHF |

| uexHST |

| exLSTR | uexSTR |  |

| exXBHF-L | uexKXBHFe-R |  |

| exLSTR |

2. Ligne de Cholet à Saumur (81 km), la seconde ligne à avoir été ouverte en 1896.
| uexLSTR |

| STR+l | uxmKRZu | LSTRq |

| LSTRq | ABZg+r | uexSTR |  |  |

| XBHF-L | uexXBHF-R |  |

| LSTR | uexSTR |  |

| uexBHF |

| uexBHF |

| uexBHF |

| WASSER+l | uexWBRÜCKE1 | WASSERq |

| WASSER | uexBHF |  |

| WASSERl | uexWBRÜCKE1 | WASSERq |

| uexHST |

| uexBHF |

| uexBHF |

| uexKDSTaq | uexABZg+r |  |

| uexBHF |

| uexHST |

| uexBHF |

| uexHST |

| WASSERq | uexWBRÜCKE1 | WASSERq |

| uexBHF |

| exLSTR | uexSTR |  |

| exSTR | uexBHF |  |

| exBHF | uexSTR |  |

|  | exSTR | uexSTR | exSTR+l | exLSTRq |

| exSTR | uexXBHF-L | exXBHF-R |

| exSTRl | uexmKRZu | exSTRr |

| uexHST |

| uexBHF |

| uexBHF |

| uexBHF |

| uexHST |

| WASSERq | uexWBRÜCKE1 | WASSERq |

| LSTR | uexSTR |  |

| STR | uexHST |  |

| eXBHF-L | uexXBHF-R |  |

| LSTRq | xABZgr | uexSTR |  |  |

| exKXBHFe-L | uexXBHF-R |  |

| uexENDEe |

| uexLSTR |

| STR+l | uxmKRZu | LSTRq |

| LSTRq | ABZg+r | uexSTR |  |  |

| XBHF-L | uexXBHF-R |  |

| LSTR | uexSTR |  |

| uexBHF |

| uexBHF |

| uexBHF |

| WASSER+l | uexWBRÜCKE1 | WASSERq |

| WASSER | uexBHF |  |

| WASSERl | uexWBRÜCKE1 | WASSERq |

| uexHST |

| uexBHF |

| uexBHF |

| uexKDSTaq | uexABZg+r |  |

| uexBHF |

| uexHST |

| uexBHF |

| uexHST |

| WASSERq | uexWBRÜCKE1 | WASSERq |

| uexBHF |

| exLSTR | uexSTR |  |

| exSTR | uexBHF |  |

| exBHF | uexSTR |  |

|  | exSTR | uexSTR | exSTR+l | exLSTRq |

| exSTR | uexXBHF-L | exXBHF-R |

| exSTRl | uexmKRZu | exSTRr |

| uexHST |

| uexBHF |

| uexBHF |

| uexBHF |

| uexHST |

| WASSERq | uexWBRÜCKE1 | WASSERq |

| LSTR | uexSTR |  |

| STR | uexHST |  |

| eXBHF-L | uexXBHF-R |  |

| LSTRq | xABZgr | uexSTR |  |  |

| exKXBHFe-L | uexXBHF-R |  |

| uexENDEe |

3. Ligne de Nantes à Cholet (80 km) ; l'étoile de Beaupréau entre Beaupréau et Cholet, Beaupréau et Chalonnes-sur-Loire, Beaupréau et Nantes est ouverte en 1899.
| LSTR |

|  | XBHF-L | uexKXBHFa-R |

|  | STR | uexDST |

| LSTRq | ABZgr+xr | uexSTR |

|  |  |  | ABZgl | uxmKRZo | xABZq+rxl | exLSTRq |

|  |  |  | ABZgl | uxmKRZu | ABZglr | LSTRq |

|  |  | uextKRW+l · uexKRW+l | uexKRWr | LSTR |

| WASSERq | hKRZWae | WABZq+r |

| WABZq+r | hKRZWae | WABZql |

| WASSERl | WBRÜCKE1 | WASSERq |

| uexSTR |

| LSTRq | uexSTR · STR |  |

| uexBHF |

| RAq | lDSTRq | RAq |

| uexBHF |

| RAq | lDSTRq | RAq |

| uexBHF |

| WASSERq | uexWBRÜCKE1 | WASSERq |

| uexBHF |

| uexHST |

| uexBHF |

| uexHST |

| uexBHF |

| uexHST |

| uexBHF |

| WASSERq | uexWBRÜCKE1 | WASSERq |

| uexBHF |

| uexHST |

| uexBHF |

| uexHST |

| WASSER+l | uexWBRÜCKE1 | WASSERq |

| WASSER | uexBHF |  |

| WASSER | uexHST |  |

|  | WASSER | uexABZg+l | uexLSTRq |  |

| WASSER | uexBHF |  |

| WASSERl | uexWBRÜCKE1 | WASSERq |

| uexHST |

| uexBHF |

| uexBHF |

| uexBHF |

| STR+l | uxmKRZu | LSTRq |

| LSTRq | ABZg+r | uexSTR |  |  |

| XBHF-L | uexXBHF-R |  |

| STR | uexLSTR |  |

| LSTR |

| LSTR |

|  | XBHF-L | uexKXBHFa-R |

|  | STR | uexDST |

| LSTRq | ABZgr+xr | uexSTR |

|  |  |  | ABZgl | uxmKRZo | xABZq+rxl | exLSTRq |

|  |  |  | ABZgl | uxmKRZu | ABZglr | LSTRq |

|  |  | uextKRW+l · uexKRW+l | uexKRWr | LSTR |

| WASSERq | hKRZWae | WABZq+r |

| WABZq+r | hKRZWae | WABZql |

| WASSERl | WBRÜCKE1 | WASSERq |

| uexSTR |

| LSTRq | uexSTR · STR |  |

| uexBHF |

| RAq | lDSTRq | RAq |

| uexBHF |

| RAq | lDSTRq | RAq |

| uexBHF |

| WASSERq | uexWBRÜCKE1 | WASSERq |

| uexBHF |

| uexHST |

| uexBHF |

| uexHST |

| uexBHF |

| uexHST |

| uexBHF |

| WASSERq | uexWBRÜCKE1 | WASSERq |

| uexBHF |

| uexHST |

| uexBHF |

| uexHST |

| WASSER+l | uexWBRÜCKE1 | WASSERq |

| WASSER | uexBHF |  |

| WASSER | uexHST |  |

|  | WASSER | uexABZg+l | uexLSTRq |  |

| WASSER | uexBHF |  |

| WASSERl | uexWBRÜCKE1 | WASSERq |

| uexHST |

| uexBHF |

| uexBHF |

| uexBHF |

| STR+l | uxmKRZu | LSTRq |

| LSTRq | ABZg+r | uexSTR |  |  |

| XBHF-L | uexXBHF-R |  |

| STR | uexLSTR |  |

| LSTR |

4. Ligne de Saint-Jean-de-Linières à Beaupréau (47 km) ; la Loire est traversée en 1900 entre Chalonnes-sur-Loire et La Possonnière.
| uexLSTR |

| uexBHF |

| uexLSTRq | uexABZgr |  |

| uexBHF |

| uexHST |

|  |  | uexSTR |  | LSTR |

|  |  | uexABZgl+l | uexKBHFeq | BHF |

|  | STR+l | uxmKRZo | STRq | STRr |

| LSTRq | ABZgr | uexSTR |  |  |

| KRWl | tKRW+r · KRW+r |  |

| hSTRa@g |

| hSTRe@f |

| KRW+l | tKRWr · KRWr |  |

| BHF | uexBHF |  |

| WASSERq | WBRÜCKE1 | uexWBRÜCKE1 | WASSERq |  |

| STRl | uxmKRZo | LSTRq |

| uexBHF |

| uexBHF |

| uexBHF |

| uexBHF |

| uexBHF |

| uexHST |

| uexLSTRq | uexABZg+r |  |

| uexBHF |

| uexLSTR |

| uexLSTR |

| uexBHF |

| uexLSTRq | uexABZgr |  |

| uexBHF |

| uexHST |

|  |  | uexSTR |  | LSTR |

|  |  | uexABZgl+l | uexKBHFeq | BHF |

|  | STR+l | uxmKRZo | STRq | STRr |

| LSTRq | ABZgr | uexSTR |  |  |

| KRWl | tKRW+r · KRW+r |  |

| hSTRa@g |

| hSTRe@f |

| KRW+l | tKRWr · KRWr |  |

| BHF | uexBHF |  |

| WASSERq | WBRÜCKE1 | uexWBRÜCKE1 | WASSERq |  |

| STRl | uxmKRZo | LSTRq |

| uexBHF |

| uexBHF |

| uexBHF |

| uexBHF |

| uexBHF |

| uexHST |

| uexLSTRq | uexABZg+r |  |

| uexBHF |

| uexLSTR |

5. Ligne d'Angers à Candé (43 km) par La Roche Saint-Jean-de-Linières, ouverte en 1909, enjambe la Maine sur le Pont de Pruniers qui relie les communes de Bouchemaine et de Sainte-Gemmes-sur-Loire.
|  |  | exLSTR |

|  |  | uexKXBHFa-L | exXBHF-R |  |

|  | uexSTR | exLSTR |

| uexHST |

| WASSERq | uexhKRZWae | WASSERq |

| uexBHF |

| uexHST |

| uexBHF |

| uexKDSTaq | uexABZgr |  |

| uexBHF |

| WASSERq | uexhKRZWae | WASSERq |

| uexHST |

| uexHST |

| uexBHF |

| RAq | lDSTRq | RAq |

| uexLSTRq | uexABZg+r |  |

| uexBHF |

| uexBHF |

| WASSERq | uexhKRZWae | WASSERq |

| uexHST |

| LSTRq | STR+r | uexSTR |  |  |

| XBHF-L | uexXBHF-R |  |

| LSTR | uexSTR |  |

| uexLSTR |

|  |  | exLSTR |

|  |  | uexKXBHFa-L | exXBHF-R |  |

|  | uexSTR | exLSTR |

| uexHST |

| WASSERq | uexhKRZWae | WASSERq |

| uexBHF |

| uexHST |

| uexBHF |

| uexKDSTaq | uexABZgr |  |

| uexBHF |

| WASSERq | uexhKRZWae | WASSERq |

| uexHST |

| uexHST |

| uexBHF |

| RAq | lDSTRq | RAq |

| uexLSTRq | uexABZg+r |  |

| uexBHF |

| uexBHF |

| WASSERq | uexhKRZWae | WASSERq |

| uexHST |

| LSTRq | STR+r | uexSTR |  |  |

| XBHF-L | uexXBHF-R |  |

| LSTR | uexSTR |  |

| uexLSTR |

6. Le raccordement de la ligne nord de Noyant à Angers et Candé et des lignes sud Loire, entre La Possonnière et La Roche Saint-Jean-de-Linières est ouvert en 1910.

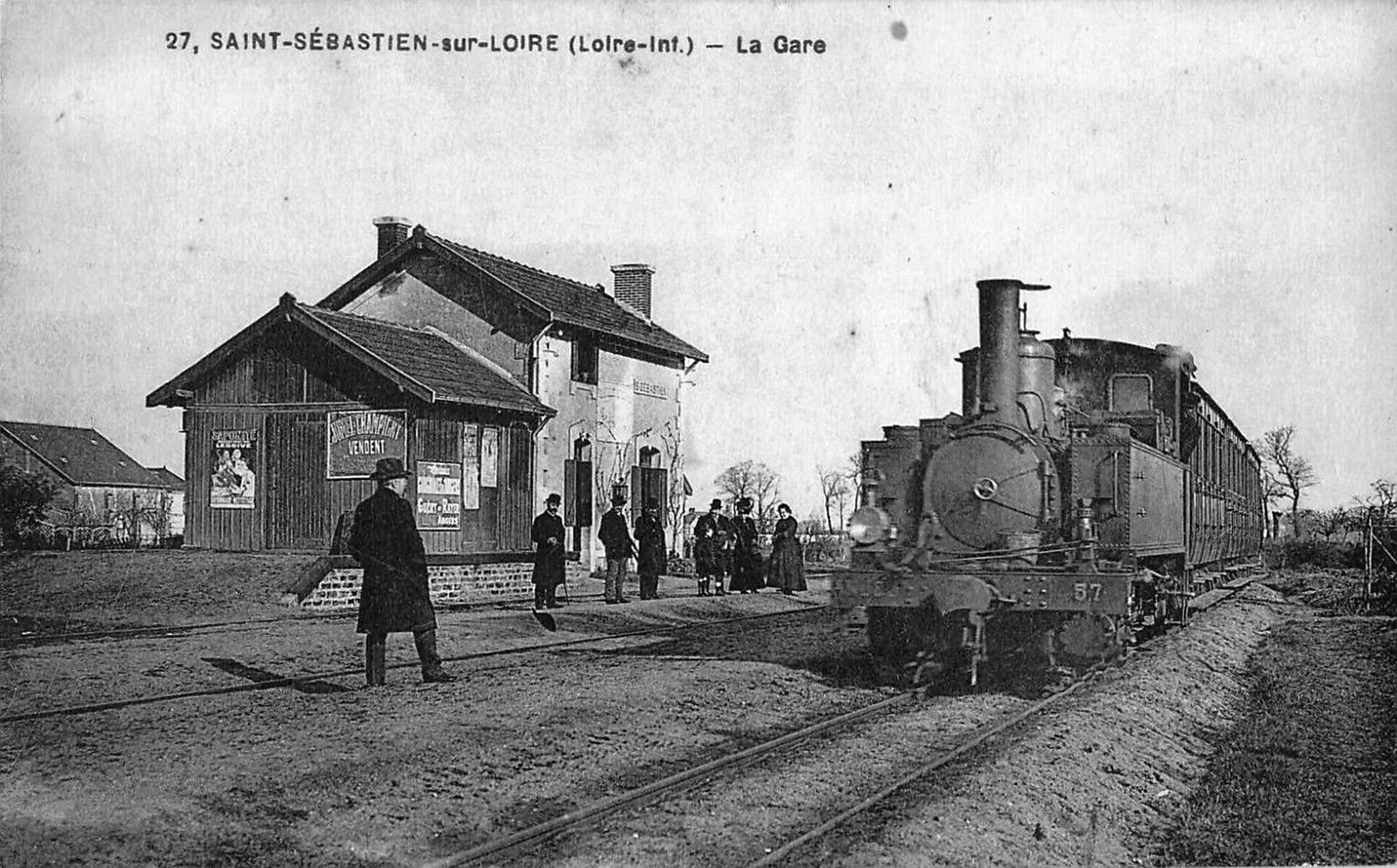
Un train en gare de Saint-Sébastien-sur-Loire.
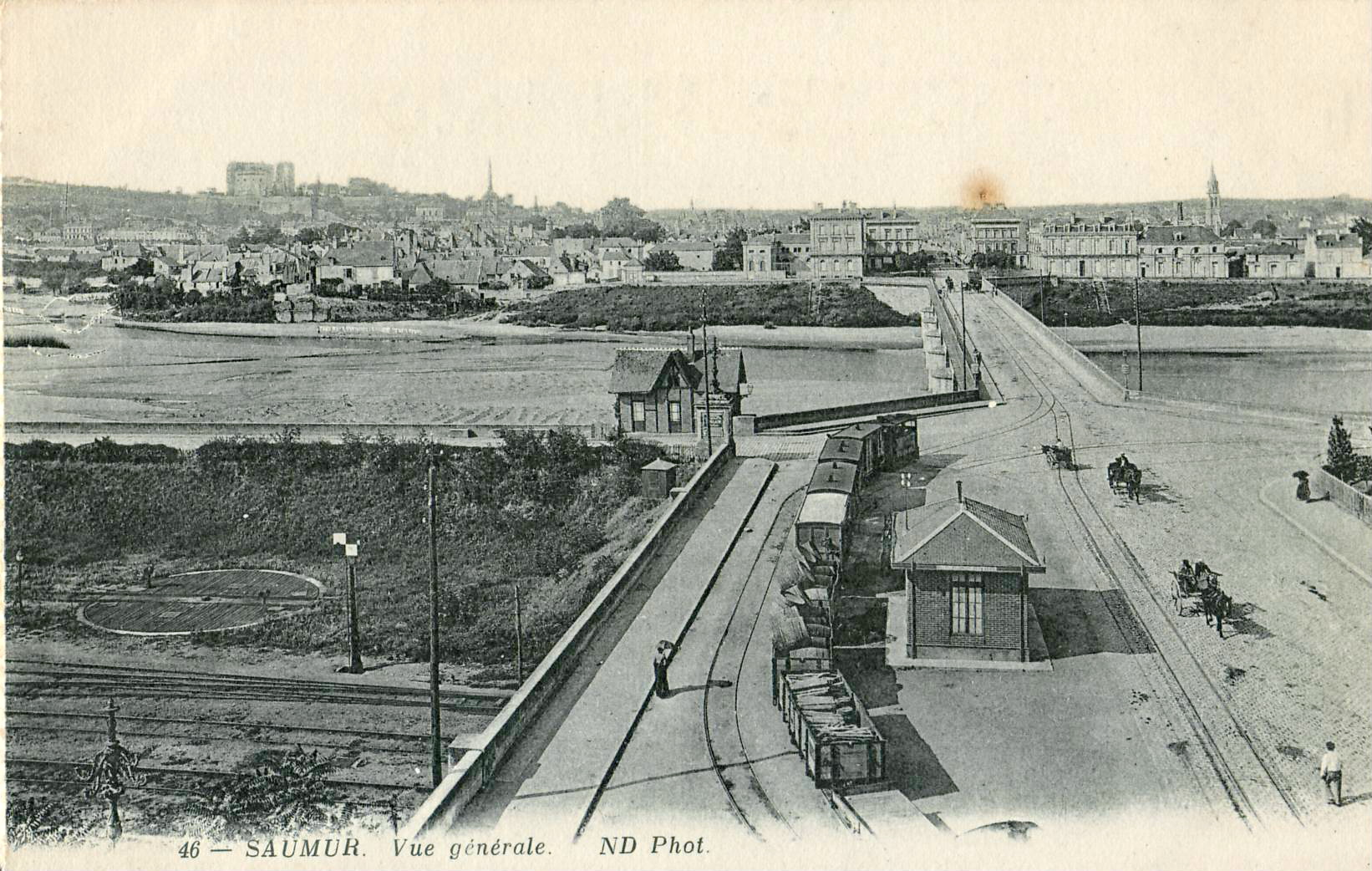
La gare de Saumur reliée à celle des chemins de fer de l'Anjou par le tramway de Saumur.
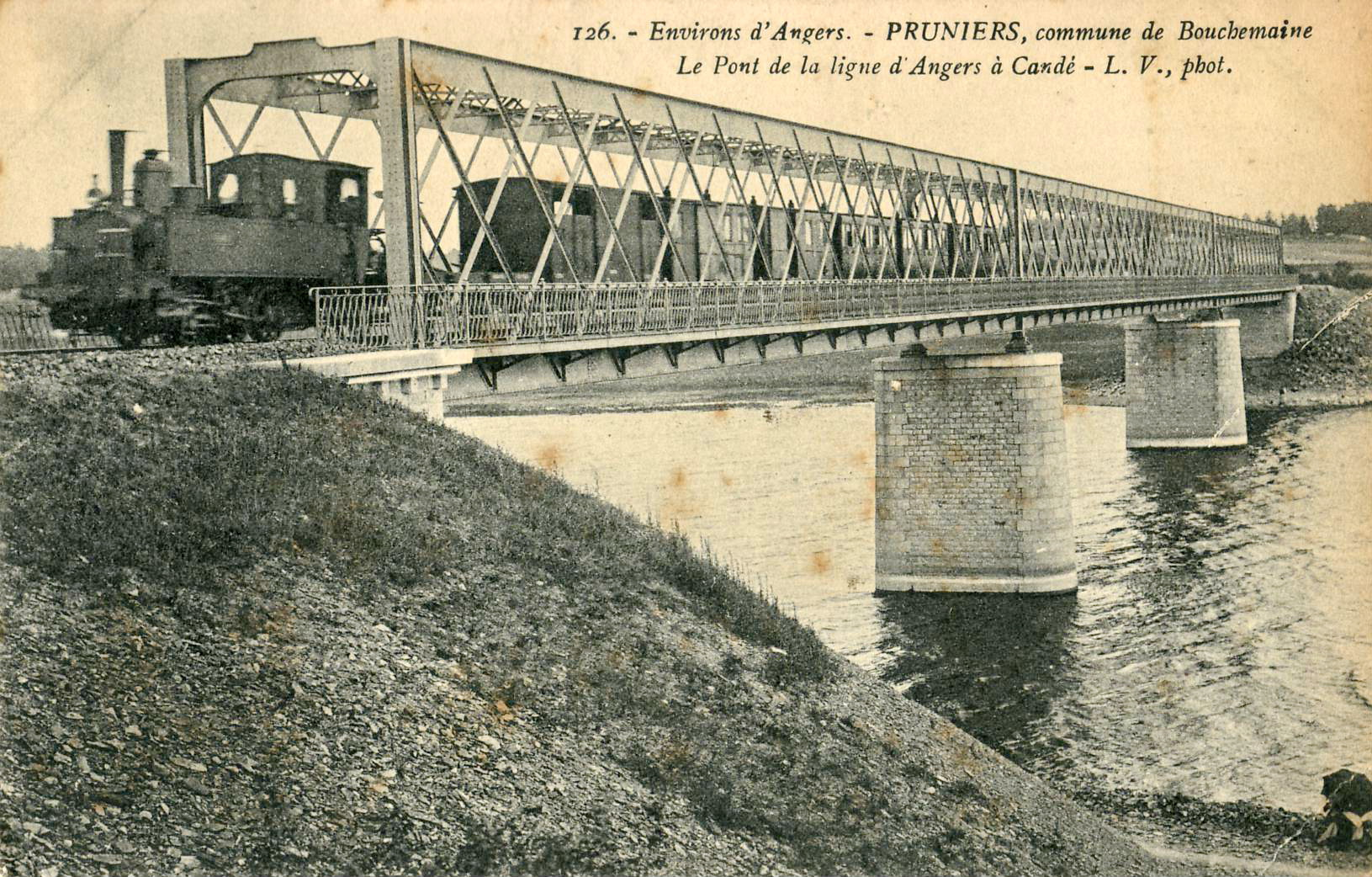
Le pont de Pruniers, vers 1914.
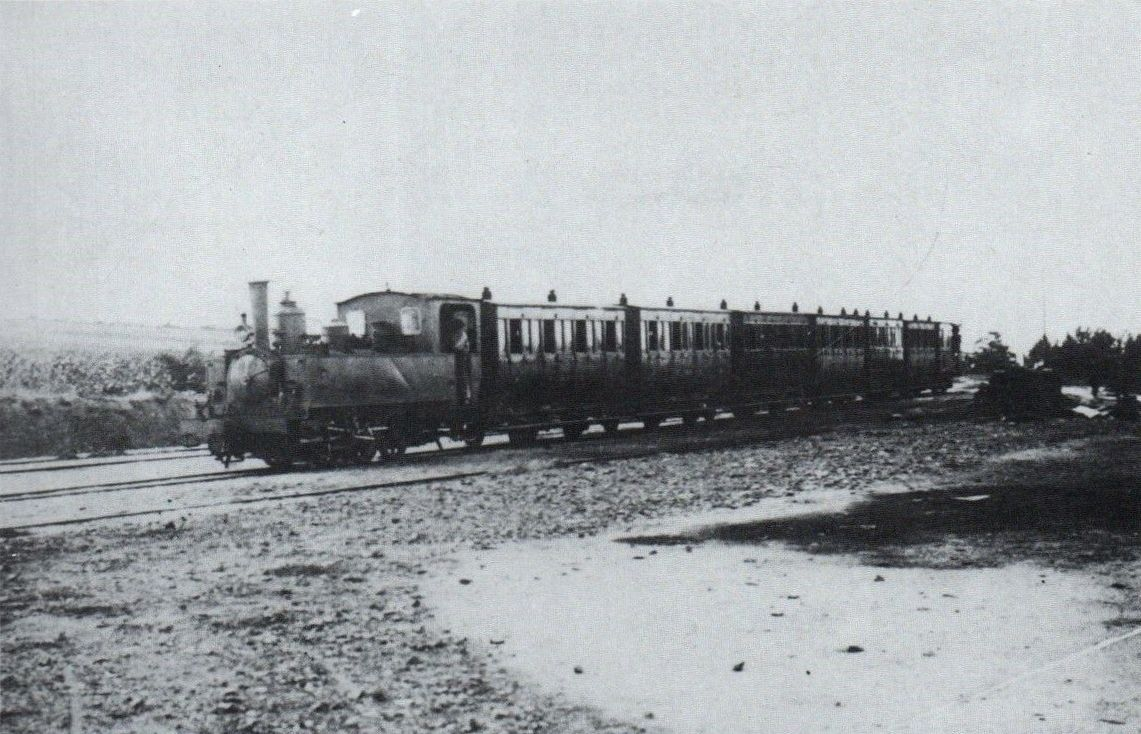
Train en gare du Loroux-Bottereau.

## Matériel roulant

### Automotrices thermiques
| Illustration | Modèle ou type      | Nombre | Numéros      | En service | Hors service | Remarques |
| ------------ | ------------------- | ------ | ------------ | ---------- | ------------ | --------- |
|              | De Dion-Bouton JM2  | 1      |              | 1924       |              |           |
|              | De Dion-Bouton JM3  | 5      | 21-22, 24-26 | 1930       |              |           |
|              | De Dion-Bouton JM4  | 7      | 27-28        | 1932       |              |           |
|              | Brissonneau et Lotz | 5      | 31-35        | 1934       | 1947         |           |

### Locomotives à vapeur
Le réseau était exploité avec 30 locomotives, soit :
- N° 21 à 26  de la Société alsacienne de constructions mécaniques (SACM) ;
- N° 51 à 70, construites par Blanc-Misseron ;
- N° 101 à 104, construites par Weidknecht.

### Voitures voyageurs
- 11 voitures de 1ère classe, de type A.
- 56 voitures de 2ème classe, de type B, numérotées B 101 à B 156.
- 8 voitures mixtes de 1re et 2e classe, de type ABB.
- 5 voitures mixtes de 1re et 2e classe, de type AB.
- 2 voitures mixtes de 1re et 2e classe, de type AAB

### Fourgons à bagages
- 20 unités.

### Wagons de marchandises
- 400 wagons.

### Autorails
En 1924, une automotrice De Dion-Bouton à essence de type JM1 est mise en service.
En 1928, la Société générale des chemins de fer économiques (SE) met en service douze voitures à bogies Blanc-Misseron et Decauville provenant des réseaux de Seine-et-Marne et du Nord, ainsi que 2 locomotives 130T Decauville provenant du réseau de la Woëvre.
Douze draisines Billard 4.4.15 sont également approvisionnées afin de rationaliser le travail des équipes de la voie.
À partir de 1930, afin de séparer les trafics voyageurs et marchandises, la SE met en service sept autres automotrices De Dion-Bouton de type JM, complétées en 1934 par cinq automotrices Brissonneau et Lotz. Certaines voitures voyageurs et fourgons sont à cette occasion transformés en remorques d'autorail afin de compléter la demi-douzaine de remorques De Dion-Bouton et Brissonneau-et-Lotz.
L'achat en 1939 d'automotrices Tartary au réseau des Deux-Sèvres ne sera pas suivi d'une mise en service, le matériel étant en partie détruit par les bombardements d'Angers en 1940.

### Vestiges et toponymie
Certaines communes traversées par le réseau du Petit Anjou en conservent le souvenir : 
- à Saint-Sébastien-sur-Loire :
  - gare du Petit-Anjou, restaurée en salle d'expositions,
  - rues du Petit-Anjou et Jean-Macé, suivent un tronçon de l'ancienne ligne,
  - gymnase du Petit Anjou,
  - viaduc (désaffecté) sur le ruisseau de la Patouillère, à la limite entre Saint-Sébastien et Basse-Goulaine ;
- à Basse-Goulaine :
  - dans le prolongement du viaduc de la Patouillère, les rues du Bois Bredy, de l'Ouche aux Roux et de Bretagne reprennent l'ancien tracé de la voie,
  - la gare de la Grande Ouche est aujourd'hui une maison d'habitation (rue d'Anjou). La voie passait de l'autre coté du bâtiment par rapport à cette rue ;
- à Saint-Julien-de-Concelles[3] : 
  - quartier du Petit-Anjou,
  - ZAC du Petit-Anjou ;
- au Loroux-Bottereau, tronçon de voie (rails et traverses) conservé en bordure du "chemin des Bordouillières" (au départ des circuits de randonnée "des Horizons" et "des Moulins et de l'Ouen") qui emprunte une partie du contournement sud ;
- à Chalonnes-sur-Loire et au Fief-Sauvin, rues du Petit-Anjou ; le batiment de la gare de Chalonnes-Anjou a été reconverti en habitation ;
- à Saint-Laurent-de-la-Plaine le batiment voyageur est toujours existant et a été restauré ;
- à Bourgneuf-en-Mauges le batiment voyageur (qui est devenu une habitation) ainsi que la halle à marchandise et l'édicule ont été préservés ;
- à Saint-Quentin-en-Mauges le batiment voyageur est devenu une maison d'habitation ;
- au Pin-en-Mauges le batiment voyageur et la halle marchandises ont été restaurés ;
- à Bouchemaine le Pont de Pruniers, appelé le "pont du Petit-Anjou" ou "pont de la Liberté" ;
- à Saint-Martin-du-Fouilloux et aux Cerqueux-sous-Passavant les "ponts du Petit-Anjou" ;
- à Saint-Jean-de-Linières la gare de Saint-Jean, rénovée, siège de l'association des amis du Petit Anjou ;
- à Doué-la-Fontaine la salle du Petit-Anjou[4] ;
- à Montreuil-Bellay le quartier du Petit-Anjou ;
- à Montrevault, Angrie et Bourgneuf-en-Mauges les écoles du Petit-Anjou ;
- à La Chaussaire et à Gesté noms d'entreprises "Le Petit-Anjou" ;
- à Thouarcé, "ADMR Le Petit-Anjou" ;
- à Angers, atelier du Petit-Anjou ;
- à Beaupréau le rond-point de l'Étoile (situé a proximité de la place ou se situait l'ancienne gare totalement disparue).

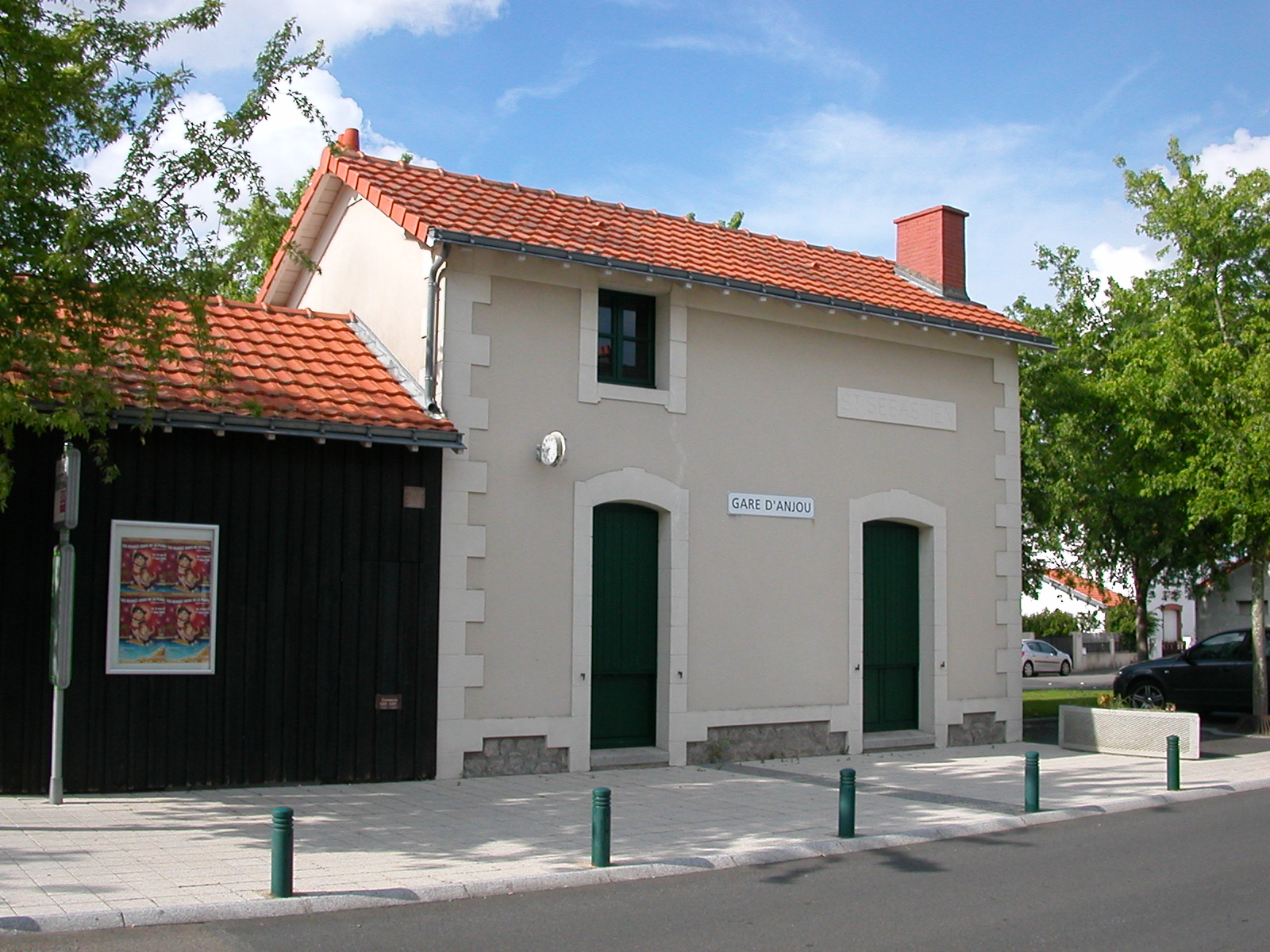
Un vestige du Petit Anjou en Loire-Atlantique : l'ancienne gare de Saint-Sébastien-sur-Loire datant de 1899, située rue Jean-Macé.
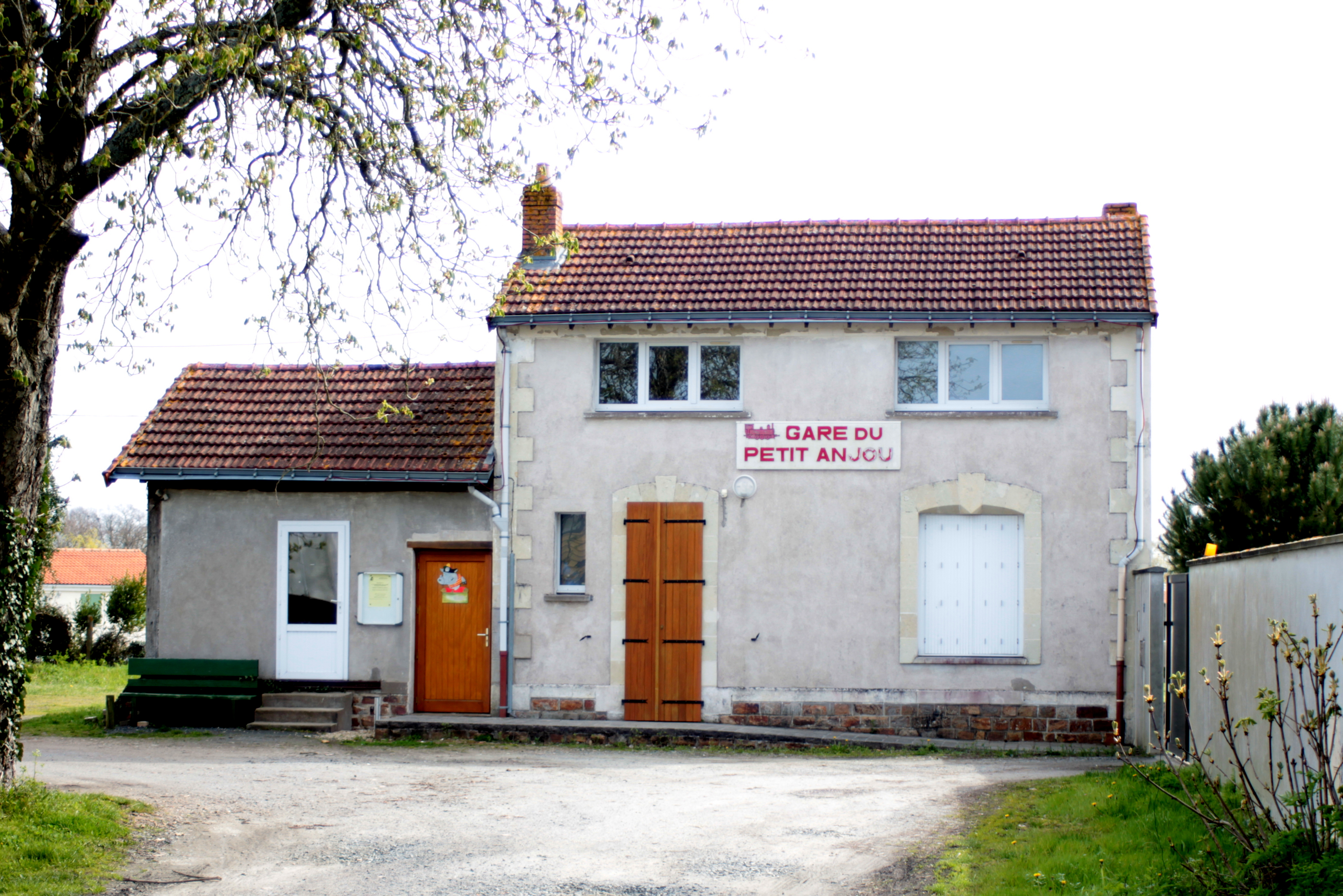
Ancienne gare de Saint-Léger-sous-Cholet (ligne Nantes-Cholet).
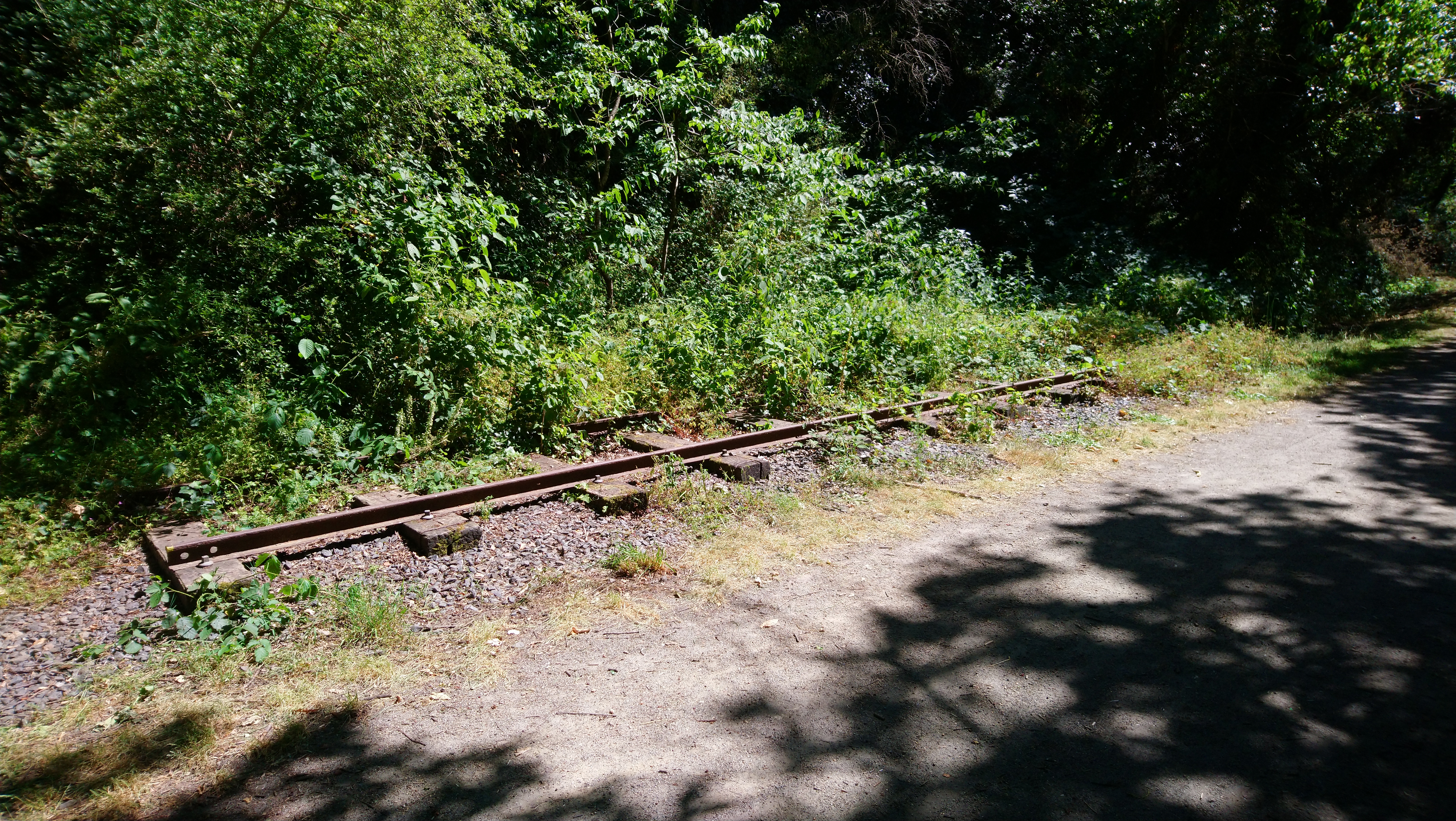
Elément de voie, préservé au Loroux-Bottereau.
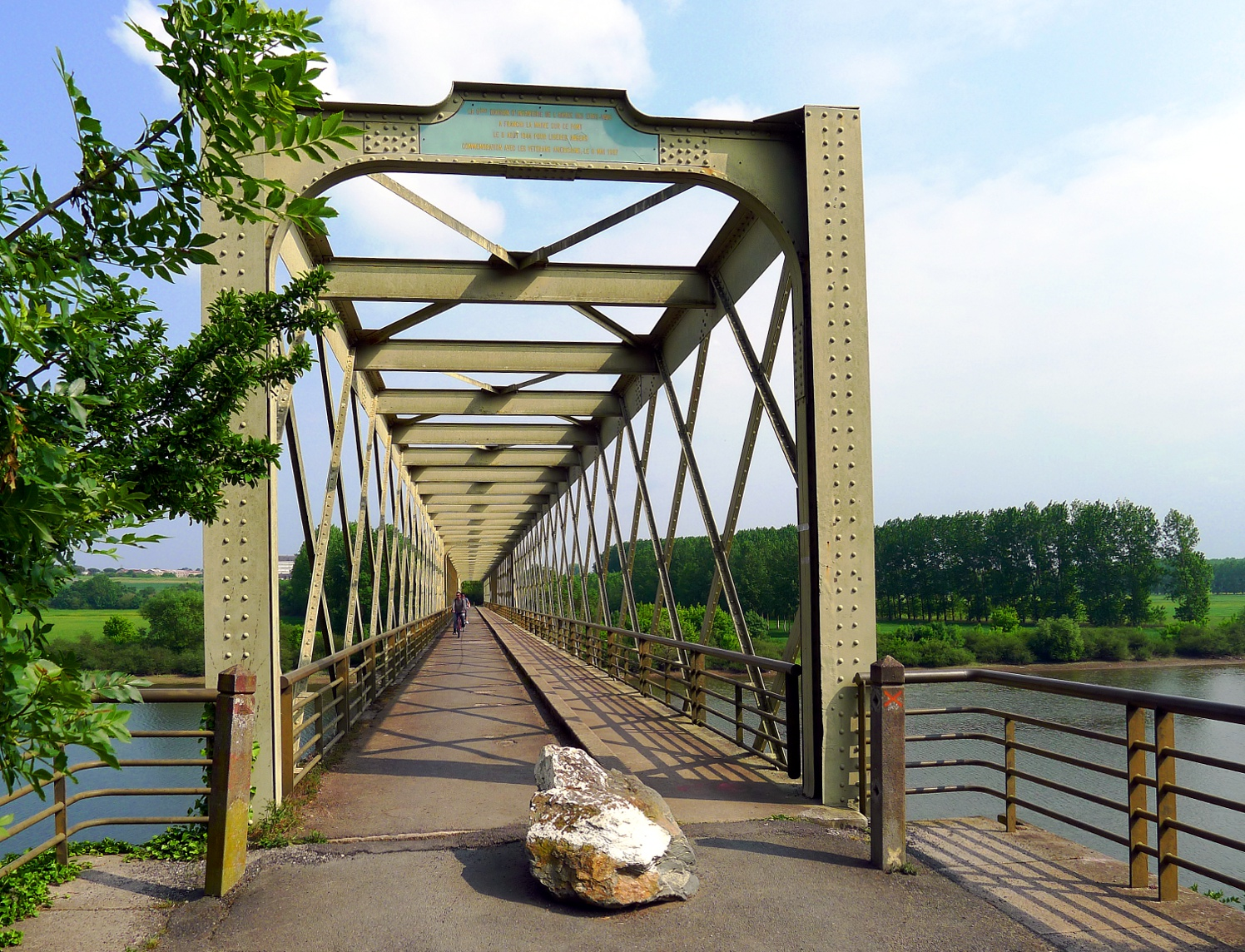
Le Pont de Pruniers dédié aux piétons et cyclistes.

### L'Association des Amis du Petit Anjou
Les premières recherches historiques débutent au cours des années 1960 pour aboutir, en 1983, à la création de l'Association des amis du Petit Anjou (AAPA) qui a réussi à récupérer, entre autres, quatre voitures voyageurs (B111, B118, B130 et Ac21), un fourgon, la moitié d'un autre et trois wagons couverts du réseau.
Une autre voiture voyageurs (B108) est également sauvegardée en Touraine par l'association du chemin de fer du lac de Rillé.
La voiture B 111 a été entièrement restaurée de 1994 à 2000 et est classée monument historique.
La voiture de première classe Ac21 a été entièrement restaurée entre 2002 et 2008.
L'AAPA a également restauré une draisine Billard classée monument historique, un lorry, un wagon tombereau des tramways des Deux-Sèvres, une locomotive diesel LKM V10C et un locotracteur Dujardin des anciennes ardoisières de Trélazé.
Une vingtaine d'autres véhicules sont en attente de restauration dont des voitures et wagons du Blanc-Argent, de la SE Somme, des tramways du Loiret et des Deux-Sèvres ainsi que des ardoisières de Trélazé et l'une des deux dernières motrices Buire du réseau des tramways d'Angers mise en service à Tours en 1913.